# Championnat d'Amérique du Nord masculin de volley-ball 2021
Navigation
Édition précédente Édition suivante
Le Championnat d'Amérique du Nord de volley-ball masculin 2021 est la vingt-septième édition du championnat d'Amérique du Nord masculin de volley-ball. Il s'est déroulé du 18 août 2021 au 23 août 2021 à Durango au Mexique. Il met aux prises les huit meilleures équipes continentales et sacre le Porto Rico pour la première fois et son capitaine  Arturo Iglesias (élu meilleur joueur du tournoi).

## Équipes présentes
Les huit équipes qualifiées sont l'équipe hôte, le Mexique, les six (autres) équipes les mieux classées au classement continental NORCECA le 1er janvier 2021 ainsi qu'une équipe représentant la zone Caraïbes (CAZOVA),.
| - Mexique - Cuba - Canada - Porto Rico | - États-Unis - Guatemala - République dominicaine - Trinité-et-Tobago |

## Compétition
La compétition se joue en deux phases. D'abord un tour préliminaire, du 18 au 20 août où les équipes sont réparties en deux poules de quatre équipes. Chaque équipe rencontre toutes les équipes de sa poule. 
Vient ensuite la phase de classement, qui se déroule en plusieurs étapes. Alors que les deux équipes qui terminent premières de leur poule sont directement qualifiées pour les demi-finales, les deuxièmes et troisièmes s'affrontent lors de matchs « de barrage » dont les vainqueurs se qualifient pour les demi-finales alors que les deux perdants jouent le tournoi de classement pour les places 5 à 8. Classiquement les vainqueurs des demi-finales s'affrontent en finale pour le titre pendant que les perdants jouent une petite finale pour la troisième places. Les deux demi-finalistes éliminés jouent contre les quatrièmes de poule, puis les vainqueurs s'affrontent pour la cinquième place et les perdants pour la septième,.

### Tour préliminaire
Les critères de classement des poules sont d'abord le nombre de victoires, puis en cas d'égalité le nombre de points, puis le ratio points gagnés sur points perdus, puis le ratio sets gagnés sur sets perdus et enfin le résultat lors de la confrontation entre les deux équipes.
Les points sont attribués comme suit :
Pour un score de 3-0, cinq points pour le vainqueur, et aucun pour le perdant; pour un score de 3-1, quatre points pour le vainqueur et un pour le perdant; pour un score de 3-2, trois points pour le vainqueur et deux pour le perdant.

#### Composition des poules
| Poule A                                     | Poule B                                          |
| ------------------------------------------- | ------------------------------------------------ |
| Canada Mexique Porto Rico Trinité-et-Tobago | États-Unis Cuba République dominicaine Guatemala |

#### Poule A
Les trois premiers jours de compétition sont consacrés aux phases de poule, :
| # | Équipe            | Pts | J | G | Gt | Pt | P | Sp | Sc | Ratio | Pp  | Pc  | Ratio |
| 1 | Mexique           | 14  | 3 | 3 | 0  | 0  | 0 | 9  | 1  | 9     | 248 | 185 | 1.341 |
| 2 | Porto Rico        | 11  | 3 | 2 | 0  | 0  | 1 | 7  | 3  | 2.333 | 235 | 207 | 1.135 |
| 3 | Canada            | 5   | 3 | 1 | 0  | 0  | 2 | 3  | 6  | 0.5   | 204 | 207 | 0.986 |
| 4 | Trinité-et-Tobago | 0   | 3 | 0 | 0  | 0  | 3 | 0  | 9  | 0     | 137 | 225 | 0.609 |

#### Poule B
| # | Équipe                 | Pts | J | G | Gt | Pt | P | Sp | Sc | Ratio | Pp  | Pc  | Ratio |
| 1 | Cuba                   | 14  | 3 | 3 | 0  | 0  | 0 | 9  | 1  | 9     | 254 | 217 | 1.171 |
| 2 | États-Unis             | 7   | 3 | 1 | 1  | 0  | 1 | 6  | 6  | 1     | 277 | 264 | 1.049 |
| 3 | République dominicaine | 6   | 3 | 1 | 0  | 0  | 2 | 5  | 7  | 0.714 | 277 | 288 | 0.962 |
| 4 | Guatemala              | 3   | 3 | 0 | 0  | 1  | 2 | 3  | 9  | 0.333 | 252 | 291 | 0.866 |

### Phase de classement

#### Classement 1-4
|  | Quarts de finale                        | Quarts de finale                        |                             |                             | Demi-finales                      | Demi-finales                      |  |  | Finale                      | Finale                      |
|  | Quarts de finale                        | Quarts de finale                        |                             |                             | Demi-finales                      | Demi-finales                      |  |  | Finale                      | Finale                      |
|  |                                         |                                         |                             |                             |                                   |                                   |  |  |                             |                             |
|  | 21.08.21, 25-22 22-25 22-25 25-22 10-15 | 21.08.21, 25-22 22-25 22-25 25-22 10-15 |                             |                             | 22.08.21, 16-25 25-19 24-26 29-31 | 22.08.21, 16-25 25-19 24-26 29-31 |  |  | 23.08.21, 25-18 25-21 25-23 | 23.08.21, 25-18 25-21 25-23 |
|  | 21.08.21, 25-22 22-25 22-25 25-22 10-15 | 21.08.21, 25-22 22-25 22-25 25-22 10-15 |                             |                             | 22.08.21, 16-25 25-19 24-26 29-31 | 22.08.21, 16-25 25-19 24-26 29-31 |  |  | 23.08.21, 25-18 25-21 25-23 | 23.08.21, 25-18 25-21 25-23 |
|  | 21.08.21, 25-22 22-25 22-25 25-22 10-15 | 21.08.21, 25-22 22-25 22-25 25-22 10-15 | Cuba                        | 1                           |                                   |                                   |  |  | 23.08.21, 25-18 25-21 25-23 | 23.08.21, 25-18 25-21 25-23 |
|  | États-Unis                              | 2                                       | Cuba                        | 1                           |                                   |                                   |  |  | 23.08.21, 25-18 25-21 25-23 | 23.08.21, 25-18 25-21 25-23 |
|  | États-Unis                              | 2                                       | Porto Rico                  | 3                           |                                   |                                   |  |  | 23.08.21, 25-18 25-21 25-23 | 23.08.21, 25-18 25-21 25-23 |
|  | Canada                                  | 3                                       | Porto Rico                  | 3                           |                                   |                                   |  |  | 23.08.21, 25-18 25-21 25-23 | 23.08.21, 25-18 25-21 25-23 |
|  | Canada                                  | 3                                       | 22.08.21, 22-25 17-25 18-25 | 22.08.21, 22-25 17-25 18-25 | Porto Rico                        | 3                                 |  |  |                             |                             |
|  | 21.08.21, 25-22 22-25 25-16 25-23       |                                         | 22.08.21, 22-25 17-25 18-25 | 22.08.21, 22-25 17-25 18-25 | Porto Rico                        | 3                                 |  |  |                             |                             |
|  |                                         | Canada                                  | 22.08.21, 22-25 17-25 18-25 | 22.08.21, 22-25 17-25 18-25 | 0                                 |                                   |  |  |                             |                             |
|  | Porto Rico                              | Canada                                  | 22.08.21, 22-25 17-25 18-25 | 22.08.21, 22-25 17-25 18-25 | 0                                 | 3                                 |  |  |                             |                             |
|  | Porto Rico                              | Mexique                                 | 0                           |                             |                                   | 3                                 |  |  |                             |                             |
|  | République dominicaine                  | Mexique                                 | 0                           | 1                           |                                   |                                   |  |  |                             |                             |
|  | République dominicaine                  | Canada                                  | 3                           | 1                           |                                   |                                   |  |  |                             |                             |
|  |                                         | Canada                                  | 3                           | Match pour la 3e place      |                                   |                                   |  |  |                             |                             |
|  |                                         |                                         |                             |                             |                                   |                                   |  |  |                             |                             |
|  | 23.08.21, 25-22 18-25 28-30 25-27       |                                         |                             |                             |                                   |                                   |  |  |                             |                             |
|  |                                         |                                         |                             |                             |                                   |                                   |  |  |                             |                             |
|  | Cuba                                    | 1                                       |                             |                             |                                   |                                   |  |  |                             |                             |
|  | Cuba                                    | 1                                       |                             |                             |                                   |                                   |  |  |                             |                             |
|  | Mexique                                 | 3                                       |                             |                             |                                   |                                   |  |  |                             |                             |
|  | Mexique                                 | 3                                       |                             |                             |                                   |                                   |  |  |                             |                             |

#### Classement 5 à 8
|  | Demi-finales                      | Demi-finales                | Demi-finales                | Demi-finales                |                        |                        | Match pour la 5e place            | Match pour la 5e place            | Match pour la 5e place            | Match pour la 5e place            |
|  |                                   |                             |                             |                             |                        |                        |                                   |                                   |                                   |                                   |
|  | 22.08.21, 19-25 20-25 22-25       | 22.08.21, 19-25 20-25 22-25 | 22.08.21, 19-25 20-25 22-25 | 22.08.21, 19-25 20-25 22-25 |                        |                        | 23.08.21, 25-21 22-25 22-25 21-25 | 23.08.21, 25-21 22-25 22-25 21-25 | 23.08.21, 25-21 22-25 22-25 21-25 | 23.08.21, 25-21 22-25 22-25 21-25 |
|  | Trinité-et-Tobago                 | Trinité-et-Tobago           | 0                           | 0                           |                        |                        | 23.08.21, 25-21 22-25 22-25 21-25 | 23.08.21, 25-21 22-25 22-25 21-25 | 23.08.21, 25-21 22-25 22-25 21-25 | 23.08.21, 25-21 22-25 22-25 21-25 |
|  | Trinité-et-Tobago                 | Trinité-et-Tobago           | 0                           | 0                           |                        |                        | 23.08.21, 25-21 22-25 22-25 21-25 | 23.08.21, 25-21 22-25 22-25 21-25 | 23.08.21, 25-21 22-25 22-25 21-25 | 23.08.21, 25-21 22-25 22-25 21-25 |
|  | République dominicaine            | République dominicaine      | 3                           | 3                           |                        |                        | 23.08.21, 25-21 22-25 22-25 21-25 | 23.08.21, 25-21 22-25 22-25 21-25 | 23.08.21, 25-21 22-25 22-25 21-25 | 23.08.21, 25-21 22-25 22-25 21-25 |
|  | République dominicaine            | République dominicaine      | 3                           | 3                           | République dominicaine | République dominicaine | 1                                 | 1                                 |                                   |                                   |
|  | 22.08.21, 25-23 22-25 19-25 31-33 |                             |                             |                             | République dominicaine | République dominicaine | 1                                 | 1                                 |                                   |                                   |
|  |                                   |                             | États-Unis                  | États-Unis                  | 3                      | 3                      |                                   |                                   |                                   |                                   |
|  | Guatemala                         | Guatemala                   | États-Unis                  | États-Unis                  | 3                      | 3                      | 1                                 | 1                                 |                                   |                                   |
|  | Guatemala                         | Guatemala                   |                             |                             |                        |                        |                                   | 1                                 |                                   |                                   |
|  | États-Unis                        | États-Unis                  | 3                           | 3                           |                        |                        |                                   |                                   |                                   |                                   |
|  | États-Unis                        | États-Unis                  | 3                           | 3                           | Match pour la 7e place |                        |                                   |                                   |                                   |                                   |
|  |                                   |                             |                             |                             |                        |                        |                                   |                                   |                                   |                                   |
|  | 23.08.21, 22-25 22-25 21-25       |                             |                             |                             |                        |                        |                                   |                                   |                                   |                                   |
|  | Trinité-et-Tobago                 | Trinité-et-Tobago           | 0                           | 0                           |                        |                        |                                   |                                   |                                   |                                   |
|  | Trinité-et-Tobago                 | Trinité-et-Tobago           | 0                           | 0                           |                        |                        |                                   |                                   |                                   |                                   |
|  | Guatemala                         | Guatemala                   | 3                           | 3                           |                        |                        |                                   |                                   |                                   |                                   |
|  | Guatemala                         | Guatemala                   | 3                           | 3                           |                        |                        |                                   |                                   |                                   |                                   |

## Classement final
Le classement final voit le sacre du Porto Rico devant la Canada et le Mexique,.
| Place              | Équipe                 |
| ------------------ | ---------------------- |
| Médaille d'or      | Porto Rico             |
| Médaille d'argent  | Canada                 |
| Médaille de bronze | Mexique                |
| 4                  | Cuba                   |
| 5                  | États-Unis             |
| 6                  | République dominicaine |
| 7                  | Guatemala              |
| 8                  | Trinité-et-Tobago      |

## Distinctions individuelles
À la fin du tournoi, en plus du classement final, des récompenses individuelles sont attribuées :
- MVP : Arturo Iglesias
- Meilleur marqueur : Henry Tapia
- Meilleur attaquant : Miguel Ángel López (en)
- Meilleur contreur : José Israel Masso
- Meilleur serveur : Josué De Jesús López
- Meilleur passeur : Pedro Rangel
- Meilleur défenseur : Dennis Del Valle
- Meilleur réceptionneur : Carlos López (volleyeur)
- Meilleur libero : Dennis Del Valle